# Semniotes
Semniotes là một chi bướm đêm thuộc phân họ Olethreutinae, họ Tortricidae Tortricidae.

## Các loài
- Semniotes abrupta Diakonoff, 1973
- Semniotes bellana Kuznetzov, 1988
- Semniotes confinana Kuznetzov, 2003
- Semniotes halantha (Meyrick, 1909)